# Bataille de Valea Albă
 (février 2019).
Si vous disposez d'ouvrages ou d'articles de référence ou si vous connaissez des sites web de qualité traitant du thème abordé ici, merci de compléter l'article en donnant les références utiles à sa vérifiabilité et en les liant à la section « Notes et références ».
Guerres turco-moldaves
La bataille de Valea Albă (bataille de la Vallée Blanche) fut un évènement important dans l'histoire de la Moldavie. Elle se déroula près de Războieni, à Valea Albă, le 26 juillet 1476, entre l'armée plutôt petite de Moldavie conduite par le voïvode Étienne III le Grand (Ștefan cel Mare) et l'armée de l'Empire ottoman que commandait en personne le sultan Mehmed II (Mehmed).
La bataille commença quand les Moldaves attaquèrent les forces principales ottomanes dans une forêt incendiée, en leur causant de lourdes pertes. Voyant l'imminente défaite de ses forces, Mehmed chargea les Moldaves avec sa garde personnelle composée de janissaires, tournant ainsi le résultat de la bataille.
L'armée moldave fut sérieusement vaincue (les pertes furent extrêmement élevées des deux côtés, et les chroniqueurs dirent que le champ de bataille entier resta recouvert par les ossements blancs des morts, ce qui expliquerait l'origine du nom de Vallée Blanche). Ștefan fut contraint à la retraite avec le reste de son armée vers les forteresses de Neamț, Suceava et Hotin, alors que les Ottomans continuaient à piller le pays.
Virgil Gheorghiu évoque cette bataille de Valea Albă dans ses Mémoires, étant natif de ce hameau de Moldavie.